# لينكس أو أس
ليننكس أو أس إنج (بالإنجليزية: LynxOS RTOS) هو نظام نظام تشغيل في الزمن الحقيقي شبيه يونكس من ليننكس للبرمجيات (المعروفة سابقًا باسم "لينكس ورك"). يُعرف لينكس أو أس أحيانًا باسم نظام التشغيل لينكس، ويتميز بتوافق الكامل مع بوزيكس. يستخدم لينكس أو أس في الغالب في نظام مضمن في الزمن الحقيقي، في تطبيقات إلكترونيات الطيران، والفضاء، والجيش، التحكم في العمليات الصناعية والاتصالات . على هذا النحو، فهو متوافق مع بروتوكول الأمان العسكري مثل wolfSSL ومكتبة بروتوكول طبقة المقابس الآمنة.

## تاريخ
تمت كتابة الإصدارات الأولى من ليننكس أو أس في عام 1986 في دالاس، تكساس، بواسطة ميتشل بونيل واستهدفت جهاز كمبيوتر مصمم خصيصًا من موتورولا 68010 . كانت أول منصة تم تشغيل ليننكس أو أس عليها على الإطلاق هي اتاري 1040إس تي مع تطوير متقاطع تم على جهاز يونيكس للحلول المتكاملة. في 1988-1989، تم نقل ليننكس أو أس إلى معمارية إنتل 80386 . حوالي عام 1989، تمت إضافة توافق واجهة التطبيق الثنائية مع نظام يونكس الخامس . يتبع التوافق مع أنظمة التشغيل الأخرى، بما في ذلك لينكس.
في عام 2003، قدم ليننكس إصدارًا متخصصًا من ليننكس أو أس يسمى ليننكس أو أس-178، وخاصة للاستخدام في تطبيقات إلكترونيات الطيران التي تتطلب شهادة لمعايير الصناعة مثل DO-178B .

## روابط خارجية
- أنظمة تشغيل Lynx في الوقت الحقيقي (RTOS)
- براءة الاختراع رقم 5،469،571: "بنية نظام التشغيل الخاصة بـ LynuxWorks باستخدام معالجة المقاطعة المستندة إلى المهام ذات الأولوية المتعددة للنواة." نسخة محفوظة 17 أبريل 2016 على موقع واي باك مشين.
- المستند التقني: استخدام المعالج الدقيق MMU لحماية البرامج في أنظمة الوقت الفعلي
- التطبيقات التي تستخدم LynxOS وأنظمة تشغيل Lynx الأخرى